# Acidum
Acida (mn.č.), z latinského Acidum (kyselina) jsou léky, které podporují tvorbu žaludečních šťáv. V současné době není jako acidum v České republice registrován žádný léčivý přípravek.